# Instituut voor Middelbaar Economisch en Administratief Onderwijs
Instituut voor Middelbaar Economisch en Administratief Onderwijs (IMEAO, imeao) is sinds 1982 een Surinaams schoolinstituut en opleidingstype in het middelbaar beroepsonderwijs.
Het imeao kende twee richtingen: economisch-administratief (3 jaar) en secretarieel (2 jaar). Nu zijn er 5 hoofdrichtingen: Economie waaronder Accountant (AA) en Bedrijfsadministratie (BAD). Secretarieel waaronder Directrice-secretaresse (DSEC) en Office Manager (OFMA). Daarnaast heeft het IMEAO ook de richtingen Middelbaar Statisticus (MSTA) en Toerisme (AFMA) en Assistent Marketing Manager (AMMA). Het IMEAO nieuw systeem geldt nu 4 jaren voor alle richtingen.  De toelatingseis is een mulo-diploma. Ook zijn er met bepaalde criteria mogelijkheden om met een lbgo-AE-stream toegelaten te worden tot het schakeljaar. Aanvankelijk was het ook mogelijk om de avond-imeao te volgen, maar in 2019 schafte het Ministerie van Onderwijs, Wetenschap en Cultuur deze mogelijkheid af.
Het eerste jaar van het IMEAO noemt men Basisjaar of Basisjaar nieuw structuur. Daarnaast volgt het tweede, derde en vierde leerjaar. Om van het IMEAO geslaagd te zijn moet je vervolgens alle modules van alle leerjaren hebben behaald.
De opleiding bereidt leerlingen voor op administratieve en economische beroepen bij de overheid en in het bedrijfsleven. Sinds 2005 zijn er ook specialisaties voor werk in de toerismesector of voor frontofficemedewerkers.

## Richtingen
In de nieuwe structuur  van het middelbaar beroepsonderwijs (mbo) zijn er vijf (5)Afstudeerrichtingen te weten
- MBO Economie (EC)
- MBO Marketing (MA)
- MBO  Secretarieel (SE)
- MBO Statistiek (ST)
- MBO Toerisme (TO)

In de nieuwe structuur is er sprake van  leerling –gestuurde onderwijs. De student werkt zelfstandig.
En in een groep  aan gevarieerde  opdrachten en zoekt er relevante informatie bij met behulp van de nieuwste technologie. De leraar heeft hierbij een begeleidende rol (coach). Binnen deze nieuwe structuur wordt er per vak gewerkt met een modulair systeem ;Dat wil zeggen dat het leerprogramma per vak is het opgedeeld in drie modules. Elk module is een afgerond onderdeel van de leerstof voor het gehele schooljaar. Een schooljaar bestaat  uit drie modules  van elk 8 weken.

## Algemeen
2.1  Het modulair systeem.
Uit onderzoek is gebleken dat modulair systeem leidt tot verbeterde studievoortgang en een verhoogde kans van slagen. Voorts is er meer interactie, meer zelfwerkzaamheid, meer mogelijkheid tot samenwerken en een grotere mate van verantwoordelijkheid voor eigen studieresultaten bij de student. Dit systeem moet leiden tot een vlotte doorstroming, waardoor de studievoortgang niet in het geding komt.
In elke module staat een onderwerp centraal met daaraan gekoppeld de leerstof. Een module duurt acht (8) weken en wordt direct afgesloten met een regulier schriftelijke toets en/of praktische opdracht.
Een student heeft een  module succesvol afgerond indien hij/zij minimaal het cijfer 5,5 (5 5/10) heeft gescoord.
2.2.  Toetsmomenten
Er zijn in een schooljaar voor elke module twee (2) toetsmomenten namelijk:
Toetsmoment 1 = Na de reguliere lessen
Toetsmoment 2 = later in het jaar
Het aanbieden van 2 toetsmomenten vergroot wel degelijk de succeskansen voor de student. Daarom wordt  de student geadviseerd optimaal gebruik te maken van de geboden kansen.
2.3. Intekenen voor de toets
De student wordt geacht voor elke toetsmoment in te tekenen voor deelname.
2.4. Afwezigheid
In de nieuwe structuur is er geen INHAAL. De student die niet heeft deelgenomen aan een toets wordt in de gelegenheid gesteld de module als nog te halen op de andere  toetsmomenten met dien  verstande dat het maximale aantal van drie (3) toetsmomenten gehandhaafd blijft.
2.5. Toetsbriefje
Na elke behaalde module ontvangt  de student een bewijsstuk van deelname in de vorm van een toetsbriefje, waarop het behaalde cijfer en het resultaat ( gehaald/niet gehaald) vermeld wordt. De student dient zijn/haar vordering zelf bij te houden en de toetsbriefjes zorgvuldig bewaren.

## Het basisjaar
In totaal worden er in het basis jaar zeventien (17) vakken verzorgd (Bijlage 1) .Elk vak bestaat uit drie (3) modules. Er zijn in totaal 48 modules.
3.1.   Doorstroming basisjaar naar tweede leerjaar
Doorstroming naar het tweede leerjaar mag, indien de student voldoet aan de volgende voorwaarde:
De student  heeft alle 48 modules maar ten minste 38 (80%) modules gehaald met minimaal een 5.5 (een vijf half).
N.B:.    De afronding van het aantal behaalde modules geschiedt als volgt:
Gelijk of groter dan 0,5 naar  boven afronden.           Bv.   40,8 wordt 41
Kleiner dan 0,5 naar beneden afronden.                      Bv.   35,2 wordt 35
3.2        Geen doorstroming naar  tweede leerjaar
De student die minder dan 41 modules heeft gehaald voldoet niet aan de norm en mag op basis
hiervan NIET doorstromen. De student heeft vrijstelling voor de behaalde vakken en dient de modules die hij/zij niet gehaald heeft opnieuw te volgen.
Bijlage 1
De vakken (17), hun codes en het aantal lesuren per vak basisjaar
No VAK CODE Aantal lesuren Aantal modules
01 Nederlands (NE)
02 Engels (EN)
03 Spaans (SP)
04 Economie 1 (ECO 1)
05 Economie 2 (ECO 2)
06 Beschrijvende Statistiek (BS)
07 Onderzoeksvaardigheden (OV)
08 Communicatieve vaardigheden (CV)
09 Sociale vaardigheden (SV)
10 Wiskunde (WI)
11 Maatschappijleer (ML)
12 Esthetische Vorming (EV)
13 Geschiedenis (GS)
14 Aardrijkskunde (AK)

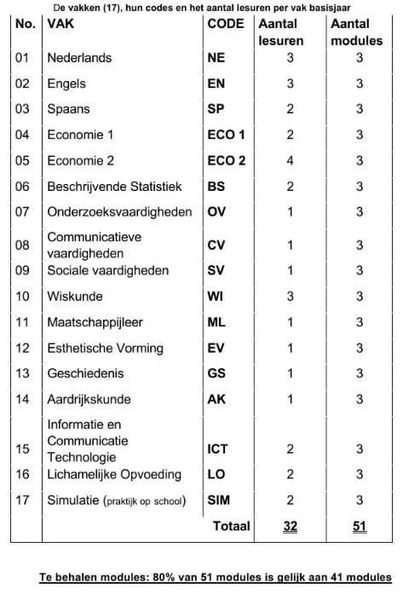
Hier zijn de verschillende vakken die in het Basisjaar worden gegeven.

15 Informatie en Communicatie Technologie (ICT)
16 Lichamelijke Opvoeding (LO)
Totaal 48
Te behalen modules: 80% van 48 modules is gelijk aan 38 modules

## De richtingen

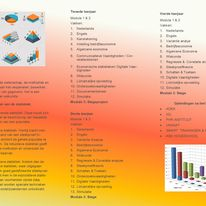

## Leerjaar 2, 3 en 4
HET 2e  LEERJAAR
4.1       Algemeen
In het tweede leerjaar van de gekozen afstudeerrichting bestaat elk vak uit één of twee modules. Een module duurt acht weken en wordt afgesloten met een schriftelijke toets en/of een praktische opdracht. Om een module te halen dient een leerling ten minste het cijfer zes (6,0) te scoren.
4.2       Stage (Module 3)
In het tweede leerjaar is er ook een praktisch gedeelte d.w.z. dat er stage wordt gelopen en wel twee (2) maanden. Het doel van deze stage is dat studenten de beroepsvaardigheden en de kennis die zij gedurende de opleiding hebben opgedaan toepassen in de praktijk. De stage zal afgesloten worden met een vakspecifieke eindopdracht. Tijdens de meeloopstage voer je onder begeleiding van een bedrijfsmentor beroep specifieke taken uit. Je leert de theoretische kennis in de praktijk te gebruiken. De meeloopstage is behaald indien je aan het eind met een V (voldoende) wordt beoordeeld. Is de beoordeling O(onvoldoende), dan zal je de meeloopstage in het jaar daarop opnieuw moeten volgen. Je mag dan niet meedoen aan de stage voor het derde leerjaar alvorens de meeloopstage met een V afgerond te hebben
4.3       Doorstroming naar het derde leerjaar
Doorstroming naar het volgende leerjaar mag, indien de student voldoet aan de voorwaarde zoals gesteld in a:
De student heeft alle modules maar ten minste 80% van het aantal modules van het tweede leerjaar gehaald.
De student die niet aan de hierboven genoemde voorwaarde voldoet, stroomt niet door. Hij/zij heeft vrijstelling voor de behaalde vakken en dient de niet behaalde vakken opnieuw in de tweede klas te volgen.
4.4       Doorstroming van het derde naar het vierde leerjaar
Doorstroming naar het volgende leerjaar mag, indien de student voldoet aan de voorwaarde zoals gesteld in a:
de student heeft alle modules maar ten minste 80% van het aantal modules van het derde leerjaar gehaald.
De student die niet aan de hierboven genoemde voorwaarde voldoet, stroomt niet door. Hij/zij heeft vrijstelling voor de behaalde vakken en dient de niet behaalde vakken opnieuw in het derde leerjaar te volgen.
N.B:.    de afronding van het aantal behaalde modules geschiedt als volgt:
Gelijk of groter dan 0,5 naar boven afronden.         bv. 40,8 wordt 41
Kleiner dan 0,5 naar beneden afronden.                  bv. 35,2 wordt 35